# Shaw Lane AFC
Shaw Lane AFC (celým názvem: Shaw Lane Association Football Club) byl anglický fotbalový klub, který sídlil ve městě Barnsley v metropolitním hrabství South Yorkshire. Založen byl v roce 2012 pod názvem Shaw Lane Aquaforce FC. Zanikl v roce 2018 po odhlášení mužského družstva z Northern Premier League. Klubové barvy byly modrá, černá a červená.
Své domácí zápasy odehrával na stadionu Shaw Lane s kapacitou 1 300 diváků.

## Historické názvy
Zdroj: 
- 2012 – Shaw Lane Aquaforce FC (Shaw Lane Aquaforce Football Club)
- 2016 – Shaw Lane AFC (Shaw Lane Association Football Club)

## Získané trofeje
- Sheffield & Hallamshire Senior Cup ( 2× )
  - 2016/17, 2017/18

## Úspěchy v domácích pohárech
Zdroj: 
- FA Cup
  - 1. kolo: 2017/18
- FA Trophy
  - 3. předkolo: 2016/17
- FA Vase
  - Čtvrtfinále: 2014/15

## Umístění v jednotlivých sezonách
Stručný přehled
Zdroj: 
- 2012–2013: Sheffield & Hallamshire County Senior League (Premier Division)
- 2013–2014: Northern Counties East League (Division One)
- 2014–2015: Northern Counties East League (Premier Division)
- 2015–2017: Northern Premier League (Division One South)
- 2017–2018: Northern Premier League (Premier Division)

Jednotlivé ročníky
Zdroj: 
Legenda: Z - zápasy, V - výhry, R - remízy, P - porážky, VG - vstřelené góly, OG - obdržené góly, +/- - rozdíl skóre, B - body, červené podbarvení - sestup, zelené podbarvení - postup, fialové podbarvení - reorganizace, změna skupiny či soutěže
| Anglie (2012 – 2018) |                                                          |        |    |    |    |    |     |    |     |     |        |
| Sezóny               | Liga                                                     | Úroveň | Z  | V  | R  | P  | VG  | OG | +/- | B   | Pozice |
| 2012/13              | Sheffield & Hallamshire Senior League (Premier Division) | 11     | 28 | 22 | 5  | 1  | 76  | 28 | +48 | 71  | 1.     |
| 2013/14              | Northern Counties East League (Division One)             | 10     | 42 | 27 | 6  | 9  | 125 | 45 | +80 | 87  | 2.     |
| 2014/15              | Northern Counties East League (Premier Division)         | 9      | 40 | 29 | 7  | 4  | 130 | 33 | +97 | 94  | 1.     |
| 2015/16              | Northern Premier League (Division One South)             | 8      | 42 | 28 | 10 | 4  | 95  | 40 | +55 | 94  | 2.     |
| 2016/17              | Northern Premier League (Division One South)             | 8      | 42 | 32 | 6  | 4  | 104 | 36 | +68 | 102 | 1.     |
| 2017/18              | Northern Premier League (Premier Division)               | 7      | 46 | 25 | 7  | 14 | 79  | 62 | +17 | 79  | 6.     |

Poznámky
- 2017/18: Klubu byly z důvodu porušení stanov soutěže odečteny tři body.[4]